# Medicago pironae
Medicago pironae là một loài thực vật có hoa trong họ Đậu. Loài này được Vis. miêu tả khoa học đầu tiên.